# Artimpaza obscura
Artimpaza obscura là một loài bọ cánh cứng trong họ Cerambycidae.